# Фоло, Цоанело
Цоанело Фоло (англ. Tsoanelo Pholo, 13 декабря 1982, Йоханнесбург, ЮАР) — южноафриканская хоккеистка (хоккей на траве), нападающий.

## Биография
Цоанело Фоло родилась 13 декабря 1982 года в южноафриканском городе Йоханнесбург.
Играла в хоккей на траве за «Рау» из Йоханнесбурга и Южный Гаутенг.
В 2003 году в составе сборной ЮАР завоевала золотую медаль хоккейного турнира Всеафриканских игр в Абудже.
В 2004 году вошла в состав сборной ЮАР по хоккею на траве на летних Олимпийских играх в Сиднее, занявшей 9-е место. Играла на позиции нападающего, провела 4 матча, забила 1 мяч в ворота сборной Испании.
В 2005 году стала серебряным призёром Вызова чемпионов, проходившего в Верджиния-Бич.
В 2006 году участвовала в чемпионате мира в Мадриде.
Кроме того, играла в тач-регби и футбол. В 1999 году выступала за сборную ЮАР на чемпионате мира по тач-регби.
После окончания игровой карьеры стала тренером. Тренирует главную команду университета Йоханнесбурга и женские молодёжные команды Южного Гаутенга.